# Baldassarre Cagliares

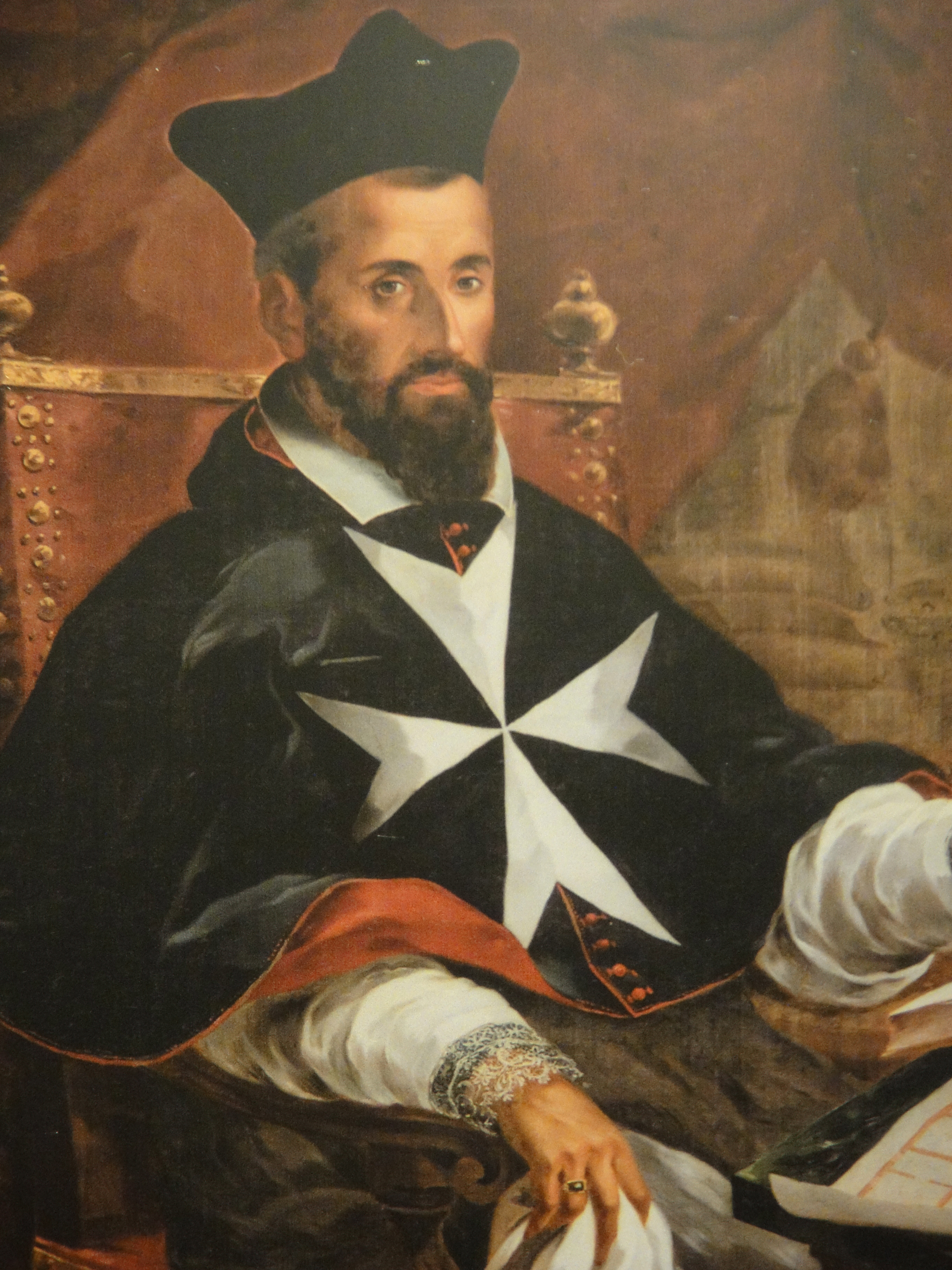
Baldassarre Cagliares

Baldassarre Cagliares OSIoHieros (* 1575 in Valletta; † 4. August 1633 in Malta) war ein Geistlicher des Malteserordens und Bischof von Malta. Während der etwa 250 Jahre dauernden Ordensherrschaft über die maltesischen Inseln war er der einzige Bischof maltesischer Herkunft.

## Leben
Er trat dem Malteserorden bei und wurde Ordensgeistlicher, unter Großmeister Alof de Wignacourt war er Auditor.
Nachdem Bischof Tomaso Gargallo am 10. Juni 1614 gestorben war, schlug de Wignacourt am 12. Juni 1614 Cagliares zusammen mit zwei anderen Ordensgeistlichen dem König von Spanien und beider Sizilien Philipp III. als Bischofskandidaten vor. Der König machte von seinem Recht Gebrauch, einen der drei Kandidaten auszuwählen, um diesen dem Papst vorzuschlagen, und die Wahl fiel auf Cagliares. Am 18. Mai 1615 präkonisierte Papst Paul V. ihn in einem geheimen Konsistorium.
Er verlegte 1620 den bischöflichen Amtssitz von Vittoriosa (Birgu) nach Valletta. Wie etliche seiner Vorgänger geriet auch Baldassarre Cagliares des Öfteren in Konflikt mit dem Malteserorden, etwa wenn es um die Frage ging, ob Pfarrstellen mit Weltpriestern oder mit Ordensleuten zu besetzen waren.
Etwa ab 1630 wurde Cagliares von einer schweren Krankheit befallen, die ihn seiner Sprache und seines Verstandes beraubte. Er wurde für amtsunfähig erklärt, die Leitung des Bistums Malta wurde zunächst dem Inquisitor Ludovico Serristori und nach dessen Weggang seinem Nachfolger Martino Alfieri übertragen.

## Wirken
Zeitgenossen berichten, Baldassarre Cagliares habe als Bischof von Malta eine klare Vorstellung davon gehabt, welche Armut in den Gemeinden seines Bistums herrschte. Bei seinen Pastoralbesuchen sei er stets darauf bedacht gewesen, die Bevölkerung nicht durch übertriebenen Prunk zu erzürnen.
Cagliares hielt sich streng an die Richtlinie des Konzils von Trient, häufig Diözesansynoden abzuhalten. Anderen Ordensgemeinschaften wie den Jesuiten gegenüber verhielt er sich wohlwollend, und er unterstützte mit 2000 scudi den Bau eines Ordenshauses für die Karmeliten.